# هايني بيرغر
هايني بيرغر (بالإنجليزية: Charles Berger)‏ هو لاعب كرة قاعدة أمريكي، ولد في 7 يناير 1882 في لاسال في الولايات المتحدة، وتوفي في 10 فبراير 1954 في ليكوود في الولايات المتحدة.

## وصلات خارجية
- هايني بيرغر على موقعبيزبول رفرنس.كوم (الدوري الرئيسي) (الإنجليزية)
- هايني بيرغر على موقعبيزبول رفرنس.كوم (الدوري الثانوي) (الإنجليزية)